# Andrew Philip King
Andrew Philip „Andy“ King (* 29. října 1988, Barnstaple, Anglie, Spojené království) je bývalý velšský fotbalový záložník.

## Klubová kariéra
- Chelsea FC (mládež)
- Leicester City FC (mládež)
- Leicester City FC 2006–2020
- →  Swansea City AFC 2018
- →  Derby County FC 2019
- →  Rangers FC 2019
- →  Huddersfield Town AFC 2020
- Oud-Heverlee Leuven 2021
- Bristol City FC 2021–2024

King se narodil v anglickém Barnstaple a vyrůstal ve městě Maidenhead. Jeho matka pochází z velšského Wrexhamu. V mládí hrál v mládežnických týmech anglického klubu Chelsea FC (do svých 15 let). Poté absolvoval v roce 2004 testy v jiném anglickém mužstvu Leicester City FC, kde uspěl a začlenil se do klubové akademie.
V dresu Leicester City FC debutoval v roce 2006 v seniorské kopané. V sezóně 2015/16 získal s Leicesterem City premiérový titul klubu v anglické nejvyšší lize.

## Reprezentační kariéra
Nastupoval za velšské mládežnické reprezentace U19 a U21.
Svůj debut za velšské reprezentační A-mužstvo absolvoval 29. 5. 2009 v přátelském utkání v Llanelli proti týmu Estonska (výhra 1:0).
Se svým mužstvem se mohl v říjnu 2015 radovat po úspěšné kvalifikaci z postupu na EURO 2016 ve Francii (byl to premiérový postup Walesu na evropský šampionát). V závěrečné 23členné nominaci na šampionát nechyběl.